# Tipula huron
Tipula huron är en tvåvingeart som beskrevs av Alexander 1918. Tipula huron ingår i släktet Tipula och familjen storharkrankar. Inga underarter finns listade i Catalogue of Life.